# Robert Schmidt (1962–1989)

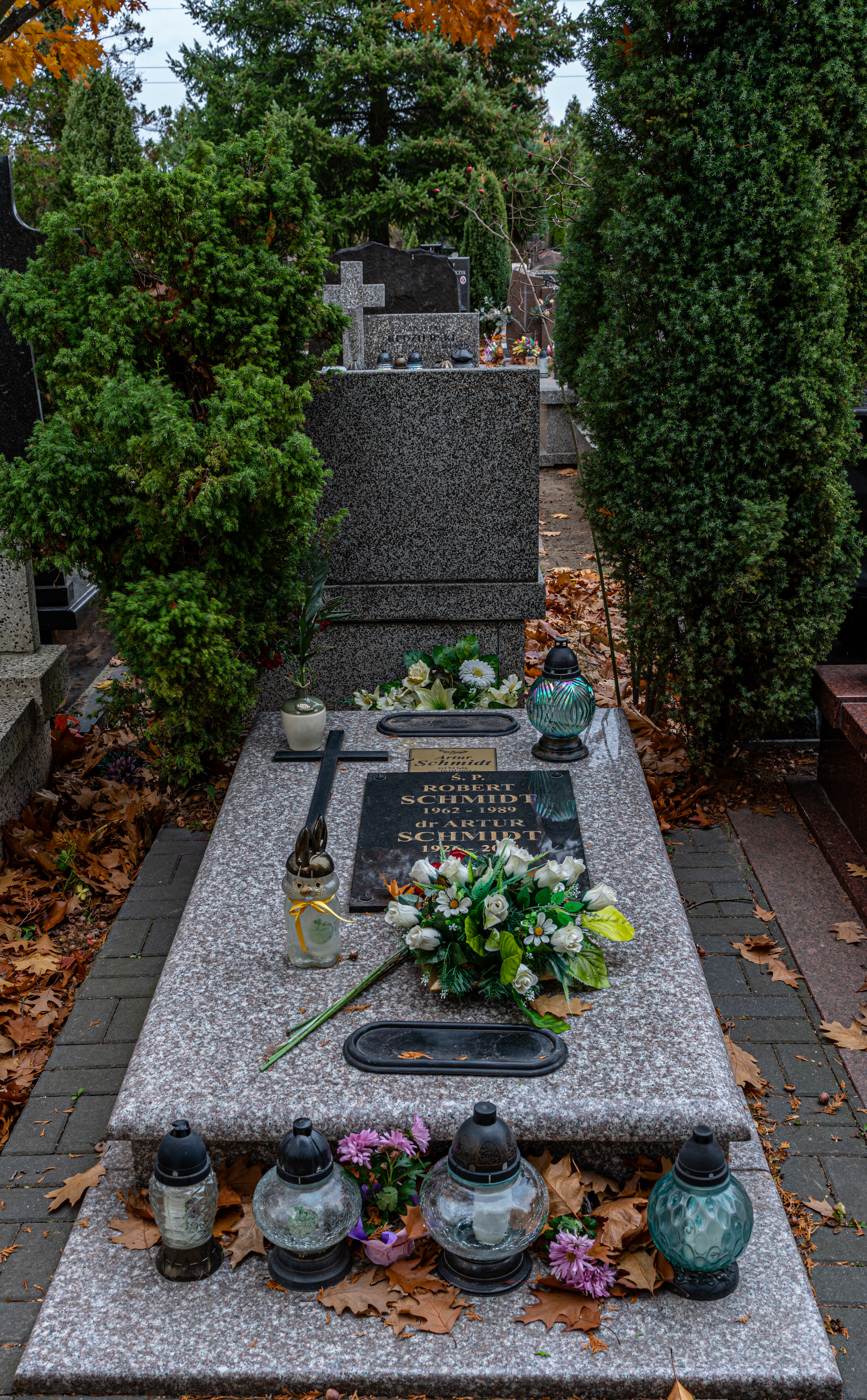
Grób Roberta Schmidta na cmentarzu Komunalnym Północnym w Warszawie

Robert Schmidt (ur. 12 sierpnia 1962, zm. 30 listopada 1989) – polski aktor dziecięcy, założyciel punkowego zespołu Poland.

## Życiorys
Urodził się w 12 sierpnia 1962.
Od początku szkoły podstawowej chodził do klasy z Kazikiem Staszewskim. W szóstej klasie obaj poszli na casting do nowego filmu dla młodzieży, kręconego przez reżysera Czterech pancernych Konrada Nałęckiego. Schmidt został wybrany do jednej z dwóch głównych ról – tytułowego Mniejszego, w filmie Mniejszy szuka Dużego zrealizowanym na podstawie powieści pod tym samym tytułem autorstwa Wiktora Woroszylskiego. Film był kręcony w 1975, wszedł na ekrany kin w 1976, a w obsadzie oprócz młodych aktorów znaleźli się m.in. Roman Kłosowski, Wiesław Michnikowski i Jan Kociniak.
Następnie Schmidt i Staszewski chodzili do jednej klasy XI Liceum Ogólnokształcącego im. Mikołaja Reja w Warszawie. W liceum miał etykietkę „czarnej owcy”, w ostatnich klasach był najbliższym przyjacielem, a nawet męskim autorytetem dla – osieroconego przez ojca – Kazika. Wprowadzał go także w świat muzyki, w tym punkowej. Wspólnie dali pierwszy, spontaniczny koncert w punkowej melinie.
W 1979 założył kapelę Poland – jeden z pierwszych polskich zespołów punkowych. Kazik, który został w zespole wokalistą, wspominał, że jedną z przyczyn powstania zespołu była rywalizacja o dziewczynę – Katarzynę Terechowicz – pomiędzy Schmidtem a chodzącym do innej klasy „Reja” Robertem Brylewskim, który nieco wcześniej założył zespół The Boors (przekształcony wkrótce w Kryzys). Pierwszy koncert kapeli w Grodzisku Mazowieckim okazał się nieudanym, Poland przystąpił do niego bez prób, a Schmidt – zgodnie ze wspomnieniami Kazika – na minutę przed wyjściem na scenę wyznał, że kłamał, że umie grać na basie, a tak naprawdę ma instrument pierwszy raz w rękach. Jeszcze w tym samym roku odszedł z zespołu. Został także usunięty ze szkoły. W 1981 Kazik i inni muzycy Polandu stworzyli zespół Kult.
Miał problemy z alkoholem i narkotykami. Zmarł 30 listopada 1989. Został pochowany na Cmentarzu Północnym w Warszawie.

## Życie prywatne
Był żonaty z Katarzyną Terechowicz, koleżanką ze szkoły, mieli dziecko.